# Arancio (araldica)
In araldica l'arancio compare sia come pianta, sia come frutto. Rappresenta desiderio di gloria e speranza certa. È frequente nell'araldica civica dove simboleggia cooperazione e fedeltà.
Si può presentare fiorito o fruttifero di smalto differente; quando è piantato in un vaso o una cassa di altro colore dicesi incassato.

D'argento, all'arancio sradicato di verde, fruttato al naturale (stemma di Xerta, Spagna)
Albero di arancio al naturale, sradicato e munito di nove frutti rossi (stemma di Torrenova)
Ramo di arancio di verde, fogliato di cinque, dello stesso, fruttato di due, d'oro, fiorito di uno, d'argento (Tortolì)
Ramo di arancio (Pomarance)
D'azzurro, al ramo d'arancio fruttato di tre pezzi d'oro, fustato e fogliato di verde; al capo d'oro, caricato di un corno da caccia d'azzurro, imboccato, guarnito e legato di rosso (Orange, Francia)
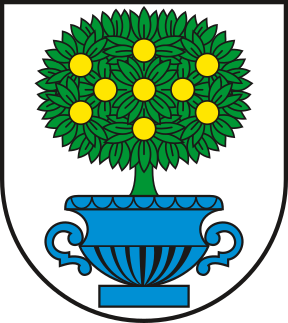
Albero di arancio nello stemma di Oranienbaum (Germania)

## Traduzioni
- Francese: oranger
- Inglese: orange tree
- Tedesco: Orangenbaum, Apfelsinenbaum
- Spagnolo: naranjo, taronger
- Olandese: sinaasappelboom, appelsienenboom